# Ratusz w Rzeszowie
Ratusz w Rzeszowie – zabytkowy ratusz w Rzeszowie.
Budynek o neogotyckich i neorenesansowych cechach stylowych, znajdujący się na Rynku. Siedziba Urzędu Miasta Rzeszowa.

## Historia
Pierwsza wzmianka o ratuszu w Rzeszowie pochodzi z aktu lokacyjnego miasta, wystawionego w 1427 r. przez Piotra Lunaka z Wiśnicza i Stoigniewa z Szumska. Budowla ta była drewniana i podpiwniczona, spłonęła w 1576 r. w wielkim pożarze miasta.
Przed 1591 r., na polecenie Mikołaja Spytka Ligęzy, wybudowano nowy, murowany ratusz z gankiem, przedsionkiem oraz wieżą, który został zniszczony podczas najazdu księcia Jerzego II Rakoczego w 1657 r. Budynek odbudowano w drugiej połowie XVII w. jako obiekt dwukondygnacyjny z dachem czterospadowym, a ok. 1730 r. pod nadzorem Karola Henryka Wiedemanna przebudowano i wyremontowano. Prawdopodobnie ok. 1820 r. Johan Burgaller ponownie przebudował ratusz (wówczas budynek o cechach stylowych skromnego klasycyzmu), a kolejny większy remont odbył się w latach 1867–1884.
W latach 1895–1898 ratusz przebudowano według projektu Franciszka Skowrona. Nadano mu neogotycki i neorenesansowy wygląd, dobudowano drugie piętro oraz, według projektu Kazimierza Hołubowicza, ukształtowano na nowo wnętrza.
Podczas II wojny światowej obiekt zdewastowano. W latach 1993–1996 przeprowadzono remont, modernizację i rekonstrukcję budowli.
Siedmiokrotnie w ciągu doby z ratusza rozbrzmiewa hejnał miasta, skomponowany przez Tomasza Stańkę.

## Architektura
Budynek został wzniesiony z cegły, jest trzykondygnacyjny i częściowo podpiwniczony (mury piwnic kamienne). Skonstruowany został na planie prostokąta, jego ściany otynkowano. 
Elewacje budynku są zróżnicowane, z oknami różnej wielkości, o różnych kształtach. Elewacja północna jest dziesięcioosiowa, z nieznacznym trzyosiowym ryzalitem zwieńczonym trójkątnym szczytem. W ryzalicie znajduje się główne wejście do budynku, po obu stronach którego znajdują się balkony. Elewacja południowa jest również dziesięcioosiowa, z trzyosiowym ryzalitem, który, kryty trójspadowym dachem, po obu stronach zwieńczony jest ośmiobocznymi wieżyczkami. Elewacje zachodnia i wschodnia są trzyosiowe, zwieńczone trójkątnymi szczytami. Elewacja wschodnia z podcieniem na filarach z kamiennych bloków piaskowcowych, nad którym znajduje się balkon.
Wewnątrz obiektu pomieszczenia nakryte są sklepieniami krzyżowymi, żaglastymi i kolebkowymi. Piwnice sklepione kolebkowo.
Dach budynku jest wielospadowy, kryty dachówką ceramiczną.
Powierzchnia użytkowa obiektu wynosi 989,84 m², kubatura liczy 7228 m³.

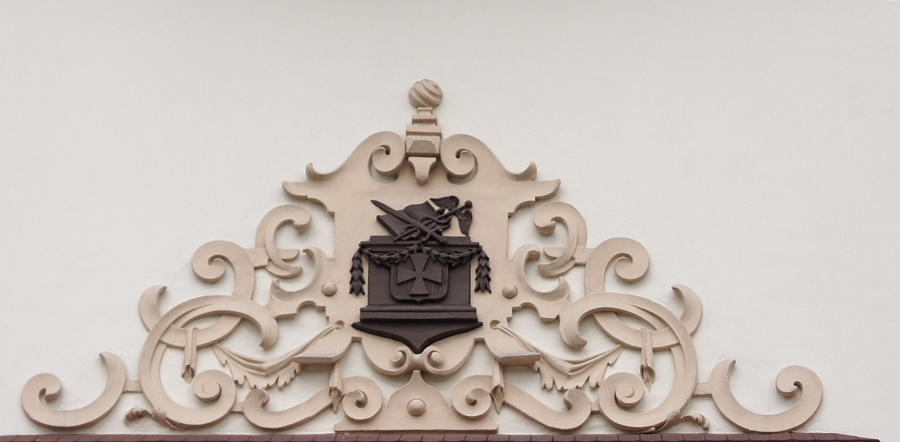
Herb Rzeszowa na elewacji
Herb Rzeszowa
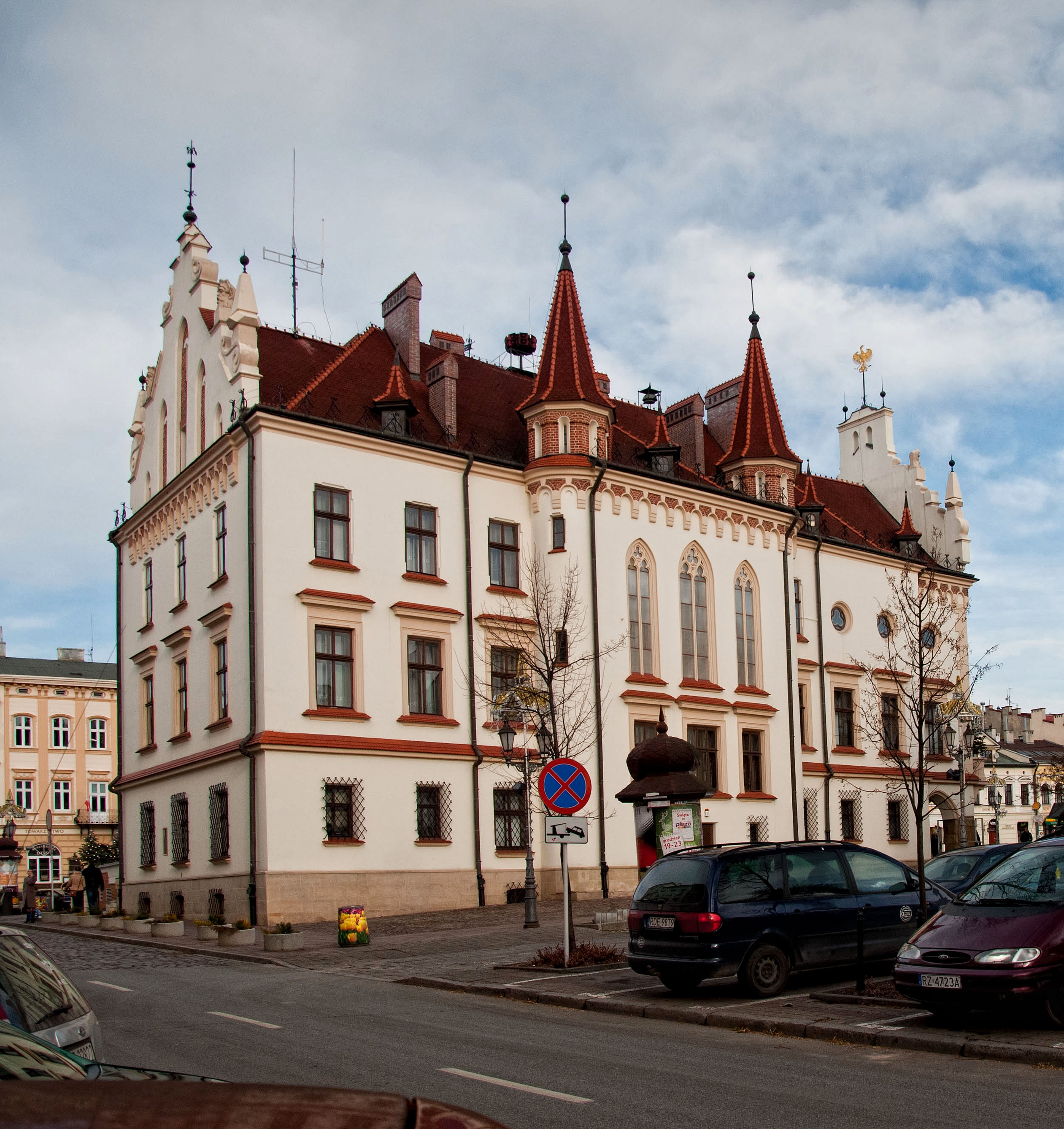
Elewacja południowa
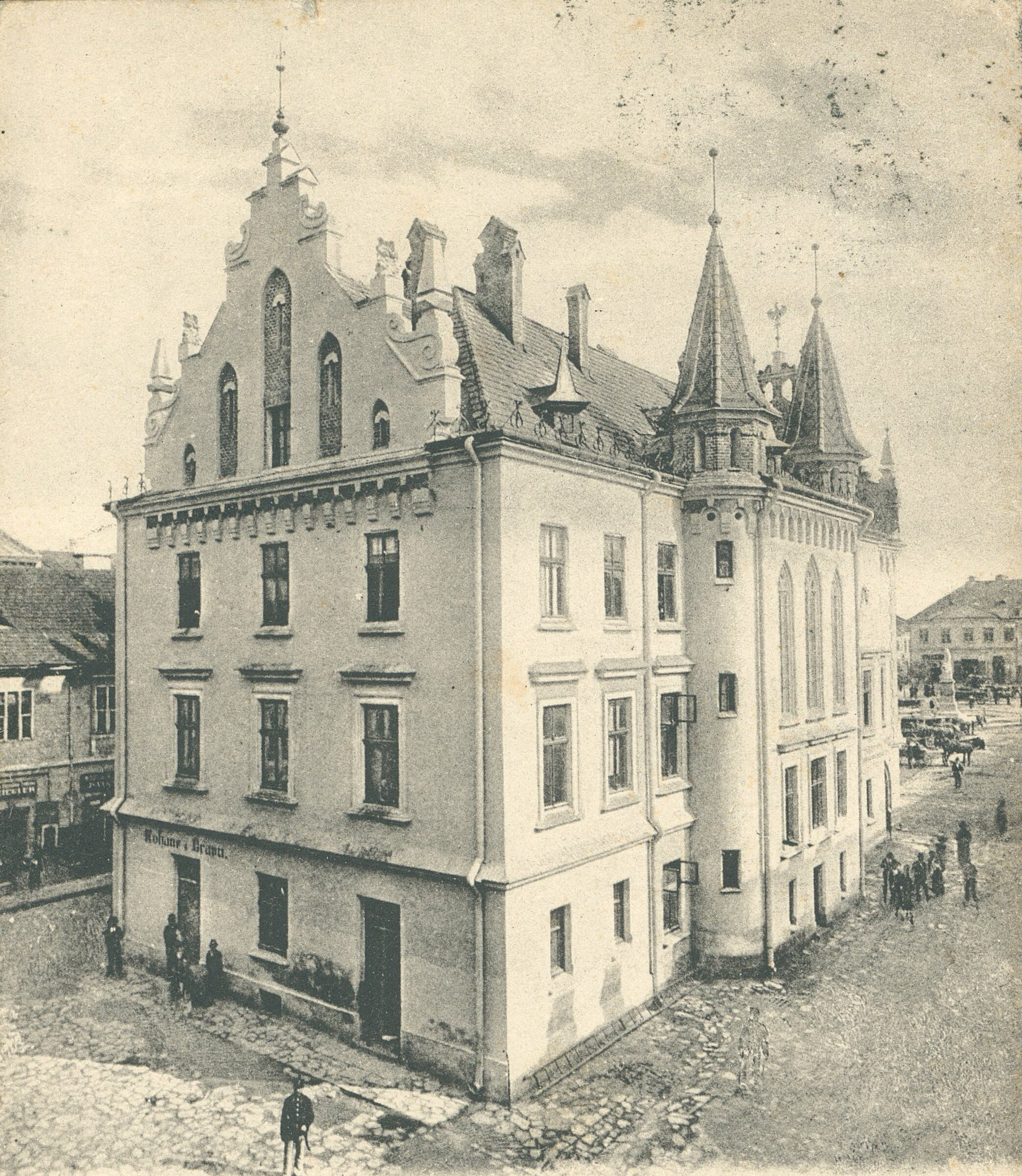
Ratusz w 1903